# Begonia sect. Doratometra
Begonia secc. Doratometra es una sección del género Begonia, perteneciente a la familia de las begoniáceas, a la cual pertenecen las siguientes especies:

## Especies
| - Begonia alemanii - Begonia filipes - Begonia hirsuta - Begonia hirtella - Begonia humilis - Begonia prieurii - Begonia semiovata - Begonia steyermarkii - Begonia subcostata - Begonia wallichiana |